# روبرت كامبل وايز
روبرت كامبل وايز (بالإنجليزية: Robert C. Wise)‏ هو سياسي أمريكي، ولد في 21 مايو 1925 في ويليامسبورت في الولايات المتحدة. حزبياً، نشط في الحزب الديمقراطي. وقد انتخب عضو مجلس نواب بنسيلفانيا.